# Eupelmus excellens
Eupelmus excellens är en stekelart som beskrevs av John Obadiah Westwood 1874. Eupelmus excellens ingår i släktet Eupelmus och familjen hoppglanssteklar. Inga underarter finns listade i Catalogue of Life.